# Glypta juncta
Glypta juncta är en stekelart som beskrevs av Dasch 1988. Glypta juncta ingår i släktet Glypta och familjen brokparasitsteklar. Inga underarter finns listade i Catalogue of Life.